# Alosimus luteus
Alosimus luteus là một loài bọ cánh cứng trong họ Meloidae. Loài này được Waltl miêu tả khoa học năm 1838.